# Throssell River
Throssell River är ett vattendrag i Australien. Det ligger i delstaten Western Australia, omkring 1 900 kilometer nordost om delstatshuvudstaden Perth.
Omgivningarna runt Throssell River är i huvudsak ett öppet busklandskap. Trakten runt Throssell River är nära nog obefolkad, med mindre än två invånare per kvadratkilometer. Genomsnittlig årsnederbörd är 820 millimeter. Den regnigaste månaden är januari, med i genomsnitt 215 mm nederbörd, och den torraste är augusti, med 1 mm nederbörd.